# 3-я армия (Австро-Венгрия)
3-я армия (нем. 3. Armee) — общевойсковое оперативное соединение императорской и королевской армий Австро-Венгрии во время Первой Мировой войны. В годы Первой мировой войны действовала на Восточном фронте.

## История
3-я армия была сформирована после объявления Австро-Венгрией мобилизации в августе 1914 года. Армия располагалась на Восточном фронте, и к началу войны в её состав были включены два корпуса — XI корпус под командованием Дезидериуса Колоссвари де Колошвара, и XIV корпус под командованием эрцгерцога Иосифа Фердинанда. Командующим армией был назначен генерал кавалерии Рудольф фон Брудерманн.
В начале войны 3-я армия занимала позиции в Галиции и по плану австро-венгерского командования должна была предотвратить проникновение русских в Галичину и Буковину. Более сильных русских сил на части поля боя, удерживаемой 3-й армией, не ожидалось, поэтому, когда Брудерманн получил известие о том, что русская армия перешла границу на его части поля боя, он решил атаковать её. Однако он атаковал превосходящие силы русских, и 3-я армия потерпела тяжелое поражение в сражении при Гнила-Липе (29 — 30 августа 1914 года). Из-за этой неудачи командующий 3-й армией Рудольф фон Брудерманн был отправлен в отставку. На посту командующего его сменил генерал от инфантерии Светозар Бороевич, бывший командующий VI-го корпуса, который, приняв командование, не смог предотвратить очередную неудачу 3-й армии в битве под Раве-Руской (2 сентября — 11 сентября 1914 года). После неудачи в Галицкой битве 3-я армия в октябре 1914 года перешла в наступление, а 10 октября 1914 года сумела ненадолго прорвать осаду Перемышля. В декабре (1 декабря — 13 декабря) армия успешно отбивает наступление русской 3-й армии, направленное на Краков, в Лиманова-Лапановской операции .
В январе 1915 года 3-я армия приняла участие в Карпатской наступательной операции (23 января — 15 апреля 1915 года) с целью деблокирования Перемышля. 23 января 1915 года армия совместно с немецкой Южной армией предприняла наступление, но в сложных погодных условиях оно не добилось больших успехов. Вскоре 8-я русская армия перешла в контратаку и оттеснила части 3-й армии, оказавшиеся в тяжелом положении. Новое наступление в Карпатах было предпринято 3-й армией совместно со 2-й армией 27 февраля 1915 года почти безрезультатно и с большими потерями с обеих сторон. После этого 20 марта русские перешли в контрнаступление, чтобы оттеснить 2-ю и 3-ю армии в Венгрию. Им это удалось, и 2-я армия была вынуждена отступить на венгерскую сторону Карпат, а 3-я армия сумела удержать свои позиции.
В октябре 1916 года генерал от кавалерии Карл фон Кирхбах сменяет Германа Кёвесса, принявшего командование 7-й армией, на посту командующего 3-й армией. В октябре 3-я армия была переброшена из Молдовы дальше на север, в Буковину, и вошла в состав группы армий Бёма-Эрмоли. Карл фон Кирхбах командовал 3-й армией до марта 1917 года, когда командующим армией во второй раз стал генерал-лейтенант Карл Терштянский, предыдущий командующий 4-й армией.
В июле 1917 года 3-я армия была атакована превосходящими силами русских в ходе Июньского наступления (1-10 июля 1917 года). В ходе русского наступления армия была атакована русской 8-й армией под командованием Лавры Корнилова и была вынуждена отступить за реку Ломница, после чего командующий 3-й армией Карл Терштянский был отправлен в отставку. На посту командующего его сменил генерал-лейтенант Карл Критек.
После Июньского наступления 3-я армия была вынуждена отступить примерно на 20 км, части 3-й армии перешли в контрнаступление, и в контрнаступлении 3-я армия вместе с немецкой Южной армией вернула утраченную территорию и освободила Буковину. 3-я армия была расформирована в январе 1918 в результате реорганизации её частей в 7-ю армию.

## Структура армии

### 1914
XI корпус
- 30-я пехотная дивизия

XIV Корпус
- 3-я пехотная дивизия
- 8-я пехотная дивизия
- 44-я ландверская дивизия

Под непосредственным командованием армии
- 41-я гонведская дивизия
- 23-я гонведская дивизия
- 4-я кавалерийская дивизия
- 2-я кавалерийская дивизия
- 11-я кавалерийская дивизия Гонвед

## Командующие
- Рудольф фон Брудерманн (1 августа 1914 — 4 сентября 1914)
- Светозар Бороевич фон Бойна (4 сентября 1914 — 25 мая 1915)
- Пауль Пухалло фон Брлог (25 мая 1915 — 10 июня 1915)
- Карл Терштянский фон Надас (8 сентября 1915 — 27 сентября 1915)
- Герман Кёвесс фон Кёвессгаза (27 сентября 1915 — 20 октября 1916)
- Карл фон Кирхбах ауф Лаутербах (20 октября 1916 — 5 марта 1917)
- Карл Терштянский фон Надас (5 марта 1917 — июль 1917)
- Карл Критек (июль 1917 — 12 января 1918)